# Uta Ranke-Heinemann
Uta Ranke-Heinemann (Essen, 2 ottobre 1927 – Essen, 25 marzo 2021) è stata una scrittrice, teologa e storica delle religioni tedesca.
Nata Uta Heinemann, era figlia dell'ex presidente della Repubblica Federale Tedesca Gustav Heinemann; sposò l'insegnante Edmund Ranke, di cui assunse il cognome anteponendolo al proprio.

## Biografia
Nata da famiglia protestante, si convertì al cattolicesimo seguendo l'esempio del suo maestro, il teologo evangelico Heinrich Schlier. Grande studiosa, allieva durante la guerra del teologo Rudolf Bultmann, fu la prima donna abilitata dalla Chiesa cattolica ad insegnare teologia nelle università (1970), ma anche la prima donna che la Chiesa cattolica allontanò dall'insegnamento (1987). Raggiunse fama internazionale grazie alla pubblicazione Eunuchi per il regno dei cieli (Rizzoli), che illustrava la morale sessuale della Chiesa in due millenni del suo sviluppo,  e Così non sia, introduzione al dubbio di fede (Rizzoli).
Fu per anni professoressa di Teologia cattolica. Nel 1987 perse la cattedra per aver sostenuto che la verginità di Maria debba essere intesa in senso teologico, e non biologico. Pur non essendoci stato nessun provvedimento formale, la teologa ritenne di essere incorsa nella scomunica automatica prevista dal Codice di Diritto Canonico per il delitto di eresia.
Negli anni Ottanta, mentre emergeva la teologia femminista, insieme a Catherina Halkes , attaccò in modo veemente le devozioni mariane, affermando che queste ultime fornirebbero ai sacerdoti celibi il mezzo per sublimare la loro sessualità in una relazione sessualmente sicura con una madre vergine, incontaminata dal peccato originale; l'ostilità causata da questa sublimazione veniva poi proiettata sulle donne reali, che non avrebbero mai potuto realizzare l'ideale femminile irraggiungibile rappresentato da Maria. L'esaltazione di Maria da parte della Chiesa non accennerebbe alla dignità delle donne, ma servirebbe piuttosto da contrappunto alle donne reali, che negli insegnamenti della Chiesa rimanevano le figlie di Eva, tentatrice sessuale.
In seguito fu docente di Storia della religione all'Università di Duisburg-Essen.